# Atte Hoivala
Atte Hoivala (* 10. Februar 1992 in Kuopio) ist ein finnischer Fußballspieler.

## Verein
Hoivala stammt aus der Jugend von Kuopion PS und absolvierte dort sein Profidebüt am 18. April 2009, als er bei der 1:5-Niederlage gegen HJK Helsinki in der 76. Spielminute für Ilja Venäläinen eingewechselt wurde. Zur Saison 2013 ging er dann weiter zu Vaasan PS und ein Jahr später schloss er sich Myllykosken Pallo -47 an. Die Spielzeit 2016 absolvierte Hoivala nach zweijähriger Vereinslosigkeit erneut für Kuopion PS und anschließend war er nur noch unregelmäßig im Amateurbereich aktiv.

## Nationalmannschaft
Von 2007 bis 2013 war Hoivala für diverse finnische Jugendnationalmannschaften aktiv und erzielte in 44 Partien einen Treffer.